# Ciofrângeni
Ciofrângeni – wieś w Rumunii, w okręgu Ardżesz, w gminie Ciofrângeni. W 2011 roku liczyła 1046 mieszkańców.